# Chlebnia

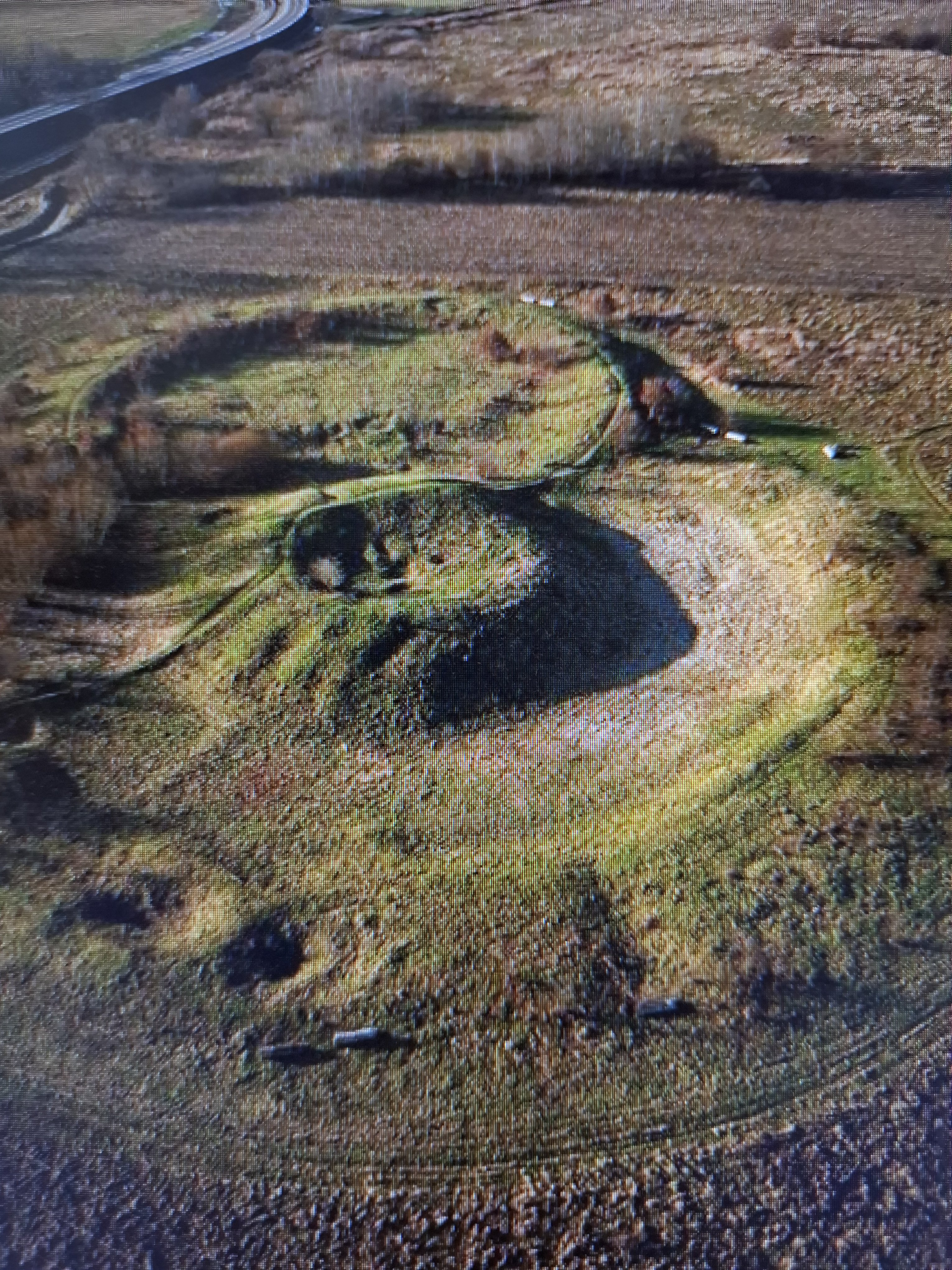
Szwedzkie Góry (Chlebnia)

Chlebnia (do 11 grudnia 1965 Chlewnia) – wieś sołecka w Polsce położona w województwie mazowieckim, w powiecie grodziskim, w gminie Grodzisk Mazowiecki.
W latach 1975–1998 miejscowość administracyjnie należała do województwa warszawskiego.
Chlebnia znajduje się w równinnej okolicy. Na jej terenie występują tzw. czarne ziemie – teren sprzyja uprawom pszenicy i buraków cukrowych. Do lat 90. XX wieku we wsi istniało gospodarstwo rolne obszarowo oparte na majątku Chlewnia.
Ok. 1 km na południe od wsi, na granicy z Grodziskiem Mazowieckim, nad rzeką Mrowną, znajduje się stanowisko archeologiczne Szwedzkie Góry. Jest to grodzisko pierścieniowate dwudzielne, składające się z gródka wewnętrznego z XIII w. o średnicy około 25 m, z wałem o wysokości około 2 m. Prawdopodobnie była to siedziba rycerska, której istnienie zakończył pożar.
Leżący w granicach Chlebni majątek Chlewnia już w XVI wieku był majątkiem ziemskim. Właściciele prawdopodobnie przyjęli nazwisko od nazwy osady – Chlewińscy. Wśród zamożnej szlachty grodziskiej w XVIII wieku wymieniano Okuniów, Mokronoskich, Chlewińskich, Kozerskich i Miklaszewskich. Nieznane są dane kiedy Mokronoscy stali się właścicielami Chlewni. Wiadomo, że 1842 roku majątek ten przypadł w udziale Aleksandrowi Mokronoskiemu, ur. w 1811 r. synowi Antoniego.
W latach 1879–1912 przebywał w Chlewni pisarz Julian Wieniawski.
W Chlebni działa i posiada swoje boisko Ludowy Klub Sportowy LKS Chlebnia.

## Zabytki
- Dwór rodziny Wieniawskich projektu Władysława Marconiego z 1909 roku, otoczony parkiem krajobrazowym[10]. Wcześniejszy, drewniany dwór rozebrano w 1912 r.
- Szwedzkie Góry, wały ziemne grodziska średniowiecznego zniszczonego w XIII wieku[11]